# Rheinstein-Klasse
Die als Rheinstein-Klasse bezeichnete Schiffsklasse ist eine Baureihe von sechs Frachtschiffen des Norddeutschen Lloyd (NDL). Da es die ersten Schiffsneubauten nach Ende des Zweiten Weltkriegs waren, markiert die Klasse einen wichtigen Schritt im Neuaufbau der Reederei.

## Geschichte

### Bau
Nach der Unterzeichnung des Petersberger Abkommens im November 1949 wurden die Beschränkungen der Alliierten für den Bau von Seeschiffen durch das Potsdamer Abkommen gelockert. In Deutschland durften wieder Frachtschiffe bis 7.200 BRT gebaut und von deutschen Reedern betrieben werden. Fast unmittelbar darauf bestellte der Norddeutsche Lloyd Anfang 1950 eine Serie von sechs identischen Frachtschiffen beim Bremer Vulkan. Das Typschiff, die Rheinstein, lief am 3. Februar 1951 vom Stapel. Bis zum 16. August 1951 war die Baureihe komplett abgeliefert. Gleichzeitig hatte die Hamburg-Amerika-Linie sechs vergleichbare Schiffe der Brandenburg-Klasse bestellt, die in den Jahren 1951 bis 1953 abgeliefert und im gemeinsam im mit dem NDL betriebenen Südamerikadienst eingesetzt wurden.

### Einsatz beim NDL

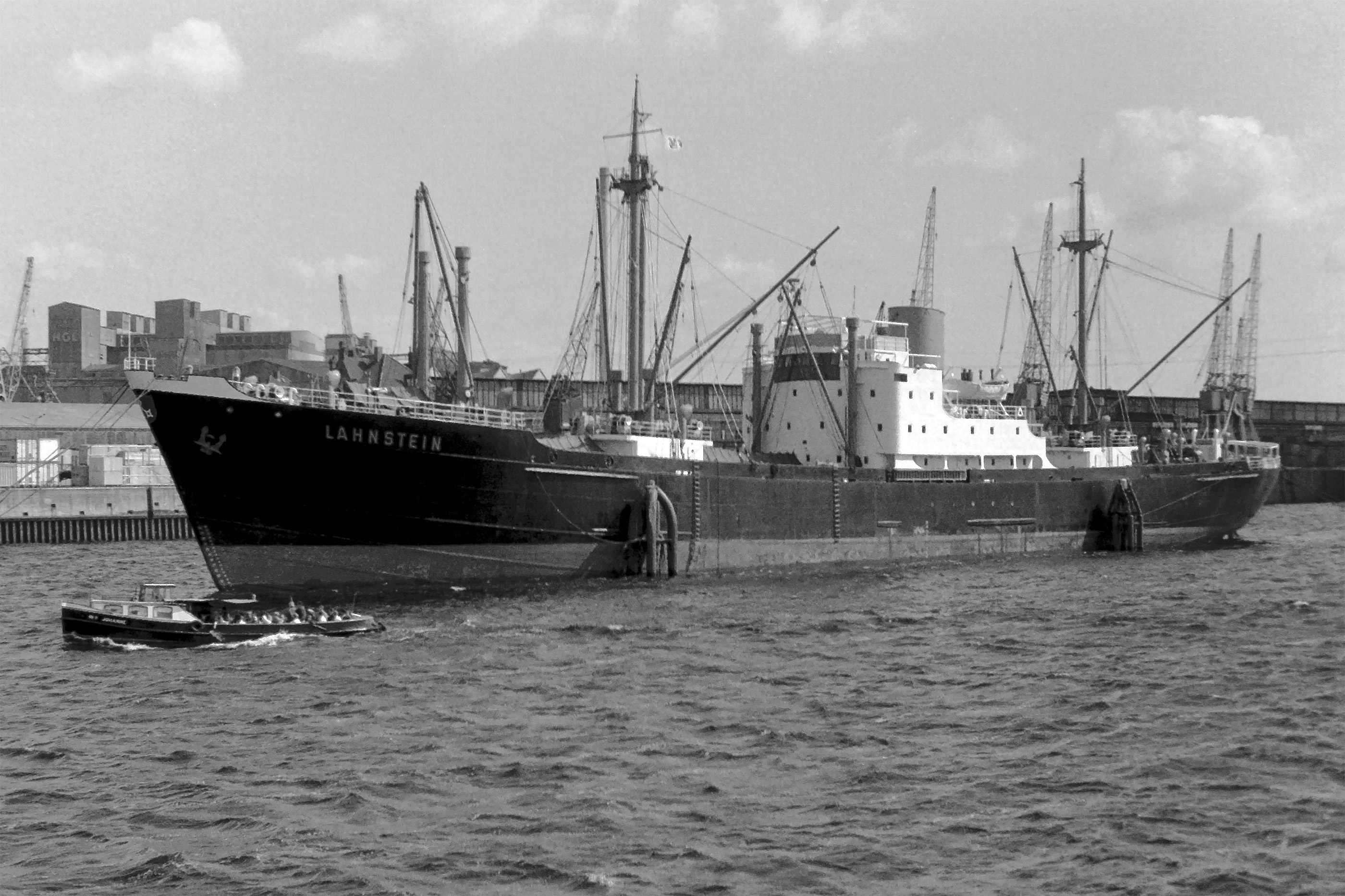
Lahnstein 1969 in Hamburg

Bis 1959 waren alle Schiffe für den Mittelamerika-Dienst bei der Roland-Linie Schiffahrtsgesellschaft eingetragen und wurden danach direkt in den NDL eingegliedert. Danach wurden die Schiffe auch im Kanada/Große Seen Dienst sowie im Fahrtgebiet Nordbrasilien eingesetzt.
Am 20. Oktober 1964 erlitt die Ruhrstein eine Kollision mit dem kleinen deutschen Küstenmotorschiff Gunda B., das sofort sank, wobei ein Seemann umkam.
Am 5. Oktober 1969 kollidierte die Ruhrstein auf einer Reise von Philadelphia nach Hamburg beim Texel-Feuerschiff mit dem griechischen Frachter Martha und geriet dabei in Brand. Sie wurde zunächst bei Den Helder auf Grund gesetzt, später geborgen und am 7. Oktober nach Bremerhaven geschleppt. Im November 1969 erreichte das Schiff den Abbruchbetrieb Eisen & Metall in Hamburg, wo es verschrottet wurde.
Die Emsstein kollidierte auf ihrer 82. Reise Sankt Lorenz – Große Seen am 6. Oktober 1966 auf dem St. Clair River mit dem liberianischen Frachter Olympic Pearl. Auf der Emsstein brach ein Brand aus, eine der vorderen Luken und Teile des Maschinenraums liefen voll Wasser. Das Schiff wurde vor Sarnia auf Grund gesetzt und konnte später in einer Werft in Québec wieder repariert werden.

Kollision der Emsstein auf dem St. Clair River in Kanada
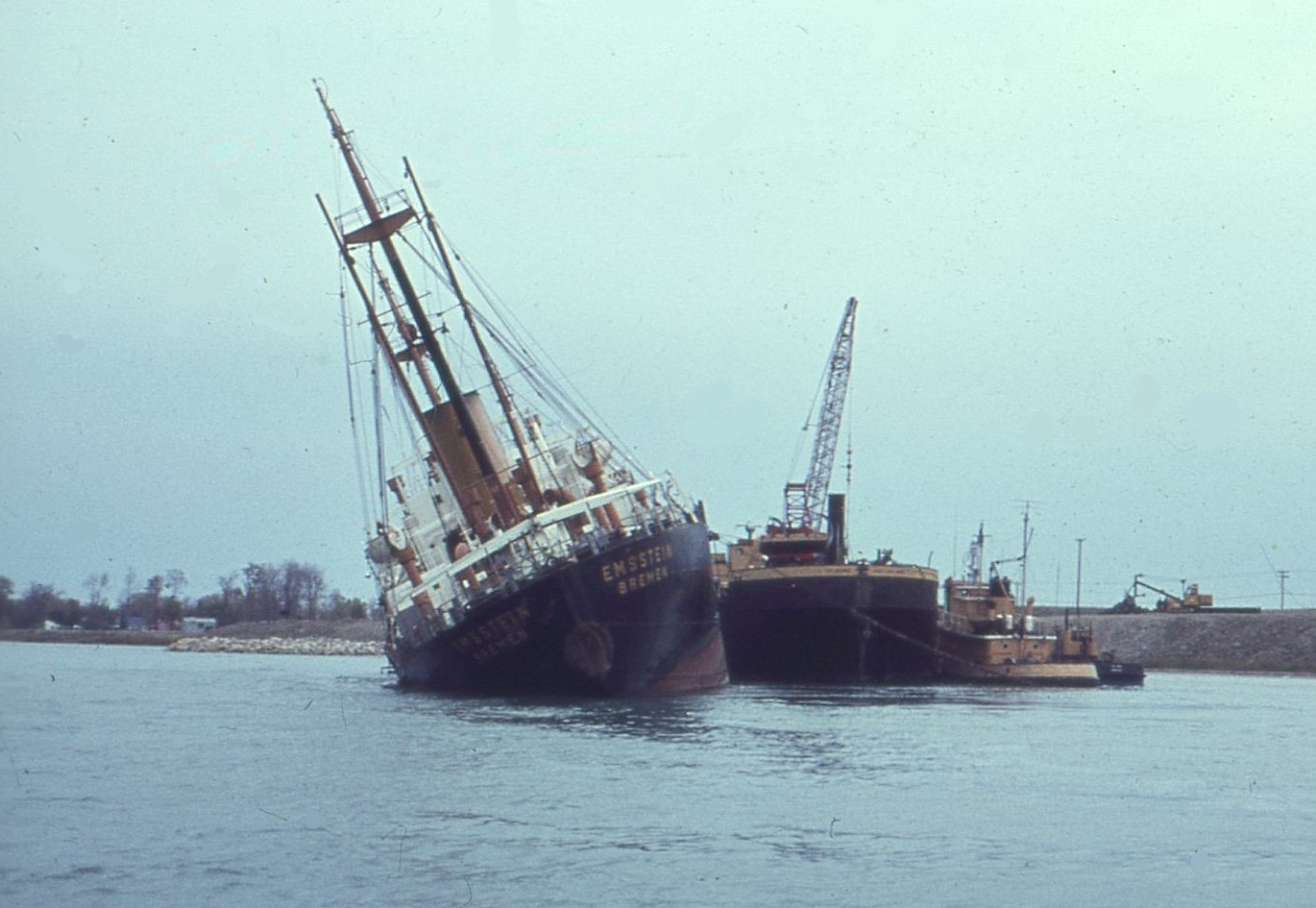
Die Emsstein liegt mit starker Schlagseite auf Grund
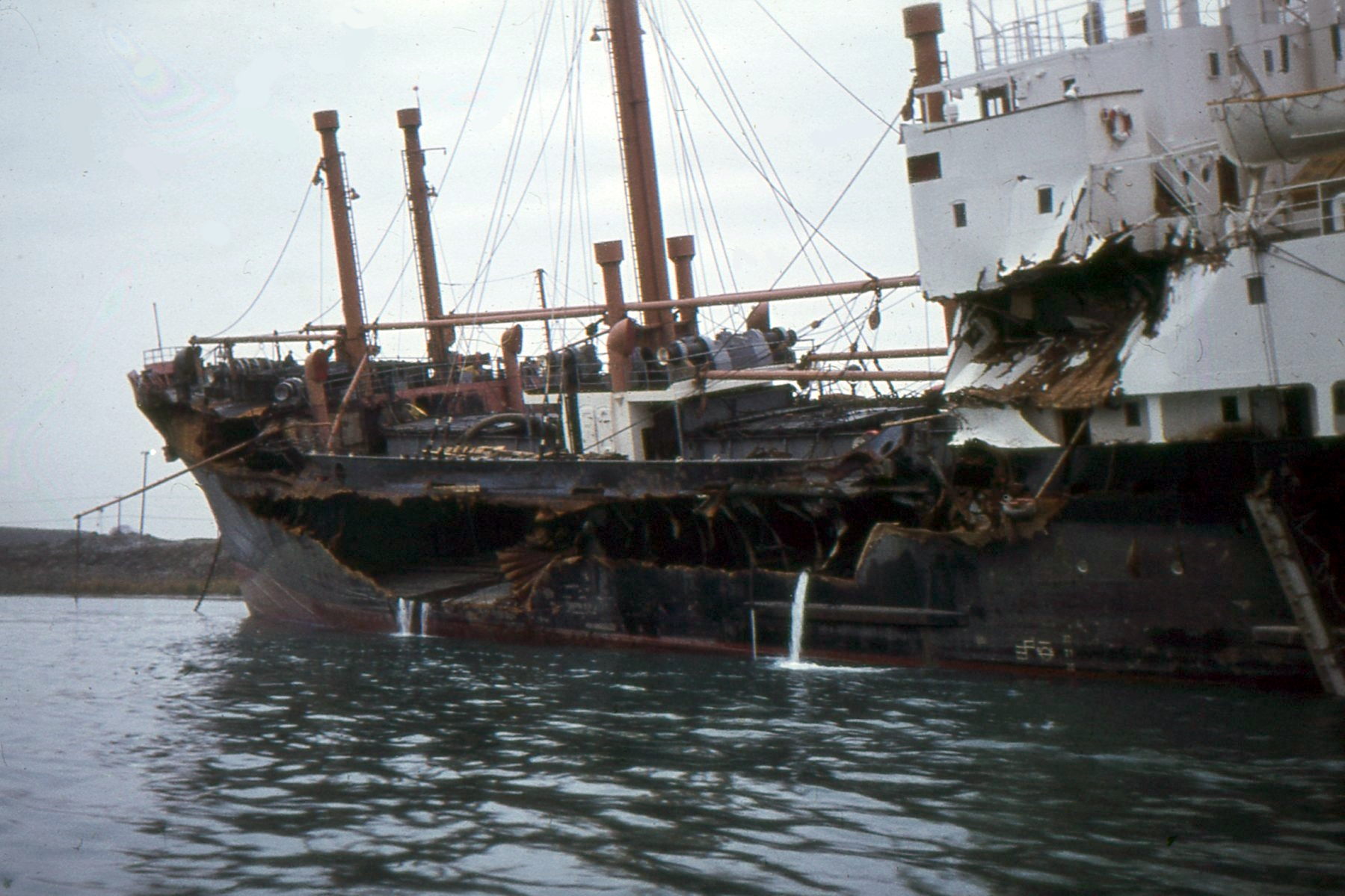
An Backbord ist die Schiffswand bis mittschiffs aufgerissen, die Brücke bis zum Bootsdeck eingedrückt
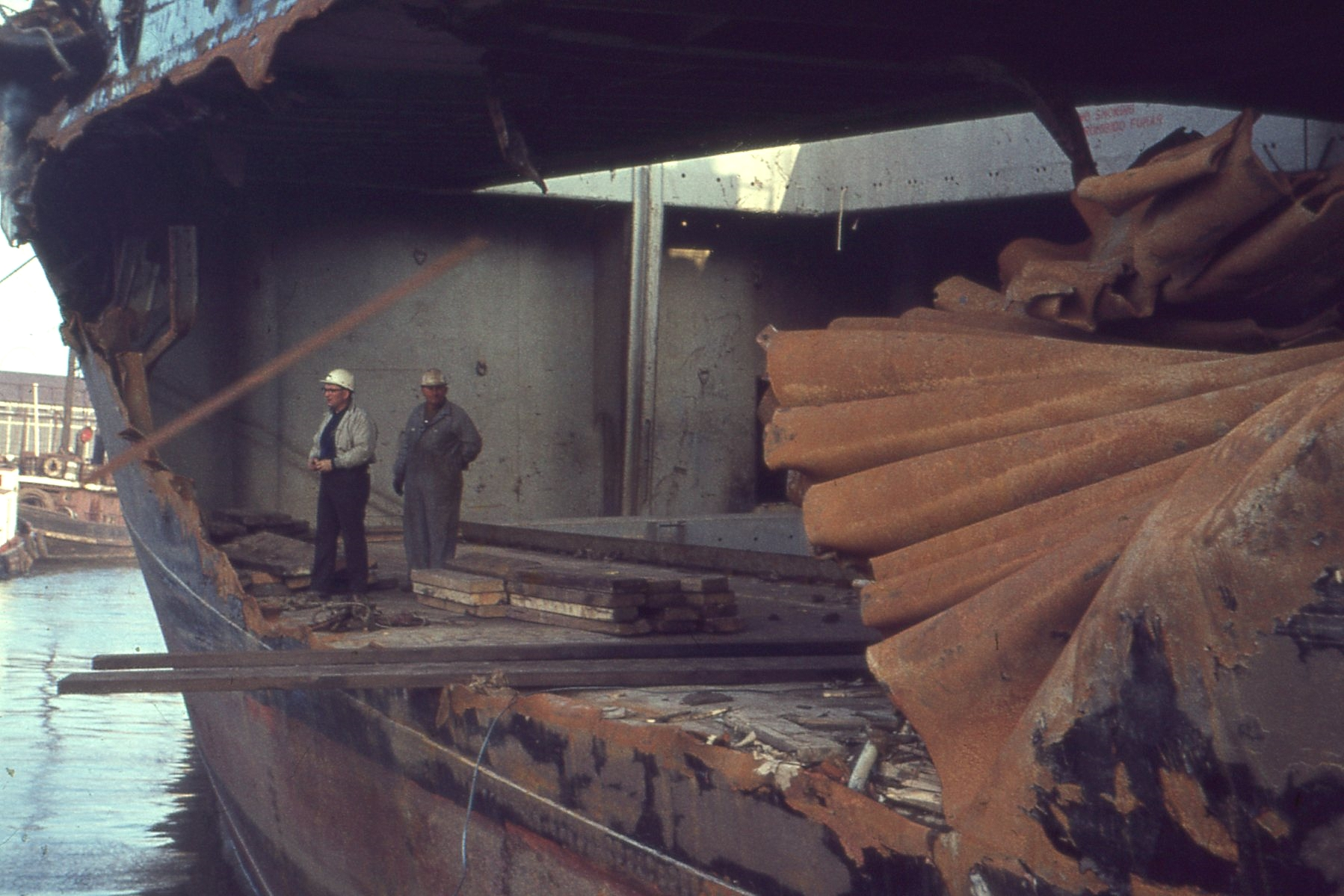
Ein riesiges Loch klafft bei Luke 1 in der Bordwand
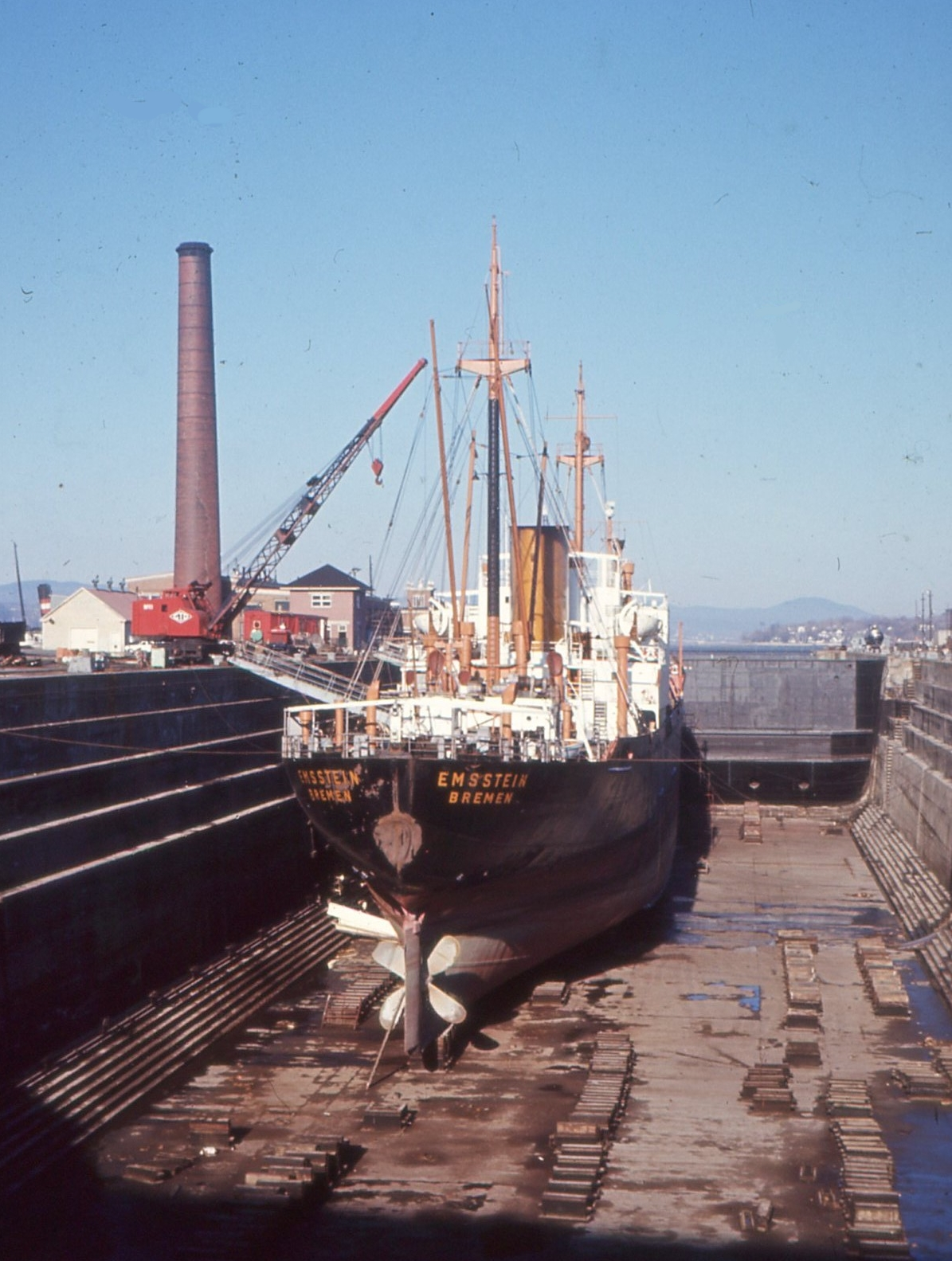
Das Schiff liegt zur Reparatur im Trockendock einer Werft in Québec

### Spätere Karriere
Nachdem die verbliebenen Schiffe bei der Fusion des NDL mit der HAPAG in das gemeinsame Eigentum der neuen Hapag-Lloyd übergegangen waren, wurden sie im Sommer 1971 an verschiedene Reedereien veräußert. Alleine drei Schiffe wurden dabei von der Nelson Seeschiffahrtsagentur & Reederei in Wien übernommen. Die frühere Saarstein lief als Nelsons Murtal am 28. Februar 1972 nach einem Ruderausfall bei Cap Fréhel auf Felsen, wurde später nach Saint-Malo eingeschleppt und im Mai in Hamburg bei Eisen & Metall verschrottet. Die restlichen vier Schiffe blieben unter verschiedenen Eignern und Namen bis 1980 in Fahrt und wurden dann ebenfalls abgebrochen.

## Technik
Die Schiffe der Baureihe waren konventionelle Stückgutschiffe mit eben hinter mittschiffs über der Antriebsanlage angeordneten Aufbauten und vielseitigen Ladungseinrichtungen. So waren sie mit 12 herkömmlichen Ladebäumen à 3/5 Tonnen und einem 30-Tonnen Schwergutbaum zur Übernahme von Schwergut in der Luke 3 ausgerüstet. Vor den Aufbauten befanden sich drei, hinter den Aufbauten zwei Trockenladeräume mit jeweils einem Zwischendeck. Die Luken der ersten vier Schiffe wurden mit Holzlukendeckeln verschlossen; die Emsstein und Ruhrstein erhielten modernere MacGregor-Lukendeckel.

## Sonstiges
Im September 1964 nahm die Innstein an einem NATO-Seemanöver teil. An dieser Übung beteiligten sich zwanzig Handelsschiffe verschiedener Nationen sowie Einheiten der britischen Marine. Geübt wurde das Fahren in Geleitzugformation.

## Die Schiffe
| Die Frachtmotorschiffe der Rheinstein-Klasse | Die Frachtmotorschiffe der Rheinstein-Klasse | Die Frachtmotorschiffe der Rheinstein-Klasse | Die Frachtmotorschiffe der Rheinstein-Klasse | Die Frachtmotorschiffe der Rheinstein-Klasse | Die Frachtmotorschiffe der Rheinstein-Klasse                                                                         |
| Name                                         | Stapellauf                                   | Ablieferung                                  | Baunummer                                    | Vermessung                                   | Umbenennungen und Verbleib                                                                                           |
| -------------------------------------------- | -------------------------------------------- | -------------------------------------------- | -------------------------------------------- | -------------------------------------------- | --- |
| Rheinstein                                   | 3. Februar 1951                              | 15. März 1951                                | 809                                          | 2693 BRT                                     | Ab 14. Oktober 1980 Abbruch in Kaohsiung                                                                             |
| Lahnstein                                    | 22. März 1951                                | 17. April 1951                               | 810                                          | 2693 BRT                                     | Ab April 1980 Abbruch in La Spezia                                                                                   |
| Saarstein                                    | 31. März 1951                                | 17. Mai 1951                                 | 811                                          | 2693 BRT                                     | Am 28. Februar 1972 bei Cap Frehel auf Felsen gelaufen und ab 10. Mai 1972 in Hamburg bei Eisen & Metall abgebrochen |
| Innstein                                     | 8. Mai 1951                                  | 16. Juni 1951                                | 812                                          | 2693 BRT                                     | Ab 22. Mai 1980 Abbruch in Kaohsiung                                                                                 |
| Emsstein                                     | 16. Juni 1951                                | 16. Juli 1951                                | 813                                          | 2699 BRT                                     | Ab 29. April 1980 Abbruch in Gadani                                                                                  |
| Ruhrstein                                    | 14. Juli 1951                                | 16. August 1951                              | 814                                          | 2697 BRT                                     | Am 5. Oktober 1969 nach Kollision in Brand geraten und ab November 1969 bei Eisen & Metall, Hamburg abgebrochen      |